# Circuit de BMX de Vila-sana
El circuit de BMX de Vila-sana són unes instal·lacions destinades a la pràctica del bicicròs situades a la localitat de Vila-sana. El 2017 va esdevenir el Centre de Tecnificació de BMX de Catalunya.